# Hàng không năm 1945
Đây là danh sách các sự kiện hàng không nổi bật xảy ra trong năm 1945:

## Các sự kiện

### Tháng 1
- 1 tháng 1 - Luftwaffe bắt đầu tấn công các sân bay của quân Đồng minh tại châu Âu trong "Chiến dịch Bodenplatte".

### Tháng 2
- 13 tháng 2-15 - Máy bay ném bom của Đồng minh tấn công Dresden bằng các vũ khí gây cháy, phá hủy phần lớn thành phố và giết chết khoảng 50.000 người.
- 21 tháng 2 - Tàu sân bay USS Saratoga bị hư hại nặng bởi một cuộc tấn công do một kamikaze thực hiện.

### Tháng 3
- 13 tháng 3-14 - Một chiếc Avro Lancaster thuộc Phi đội số 617 RAF thả quả bom Grand Slam nặng 22.000 lb (9.980 kg) lần đầu tiên.
- 21 tháng 3 - Loại vũ khí dành riêng cho các phi đội kamikaze, Ohka được sử dụng trong các cuộc tấn công lần đầu tiên, nhưng không thành công.
- 27 tháng 3 - Quả tên lửa V-2 cuối cùng tấn công vào Anh rơi xuống Kent.

### Tháng 4
- 1 tháng 4 - Những chiếc Ohka làm tàu USS West Virginia và 3 chiếc tàu hộ tống bị thương.
- 10 tháng 4 - Luftwaffe thực hiện chuyến bay xuất kích cuối cùng trên bầu trời nước Anh (với một chiếc Arado Ar 234 trong một nhiệm vụ do thám).
- 12 tháng 4 - Tàu USS Mannert L. Abele bị đánh đắm bởi một chiếc Ohka.
- 23 tháng 4 - Hải quân Hoa Kỳ sử dụng bom dẫn đường bằng radar đầu tiên, loại SWOD-9 "Bat", thả xuống từ những chiếc máy bay ném bom Consolidated PB4Y, vào tàu thuyền của Nhật trong cảng Balikpapan.

### Tháng 5
- Phi công "át" của Đức, một trong những người hạ nhiều máy bay nhất, Erich Hartmann đầu hàng quân Đồng minh.
- 7 tháng 5 - Không quân Hoàng gia đánh chìm chiếc tàu ngầm cuối cùng của Đức trong chiến tranh.
- 8 tháng 5 - VE Day - Đức đầu hàng, kết thúc chiến tranh ở châu Âu.

### Tháng 7
- 12 tháng 7 – Hãng hàng không Eastern Air Lines thực hiện một chuyến bay từ Boston, Massachusetts đến Miami, dừng lại ở Washington, DC và Columbia, SC, sau đó nó va chạm với một chiếc máy bay ném bom B-25 Mitchell của Quân đội Mỹ ở độ cao 3.000 feet phía trên Syracuse, SC (khoảng 20 dặm từ Florence, SC). Phi công thương mại, G. D. Davis, đã hạ cánh chiếc máy bay hành khách trên một ruộng ngô gần đó. Một đứa bé đã thiệt mạng. Còn chiếc máy bay ném bom đã bị nổ; 2 người chết và 1 người nhảy dù an toàn.
- 28 tháng 7 - Một chiếc máy bay ném bom B-25 Mitchell đâm vào Tòa nhà Empire State.

### Tháng 8
- 1 tháng 8 - Cuộc tấn công vào Toyama của USAAF, đã gây ra một tranh luận chỉ trích nhằm vào không quân, khi mà hầu hết thành phố đã bị phá hủy bởi các cuộc không kích.
- 6 tháng 8 - Chiếc B-29 Superfortress mang tên gọi Enola Gay đã thả quả bom nguyên tử đầu tiên có tên gọi "Little Boy", đây cũng là vũ khí nguyên tử đầu tiên được sử dụng trong một cuộc chiến, nó được thả phía trên thành phố Hiroshima của Nhật Bản.
- 9 tháng 8 - B-29 Bockscar thả một quả bom plutonium-239, có tên gọi là Fat Man, phía trên Nagasaki.
- 14 tháng 8 - VJ Day - Nhật Bản đầu hàng, kết thúc Chiến tranh ở Thái Bình Dương, và Chiến tranh thế giới II.
- 15 tháng 8 - 7 chiếc máy bay của Hải quân Thiên hoàng Nhật Bản thực hiện cuộc tấn công tự sát (kamikaze) cuối cùng trong chiến tranh.
- 19 tháng 8 - 2 chiếc Mitsubishi G4M mang đoàn đại biểu của Nhật Bản tới Ie Shima.

### Tháng 9
- Một chiếc trực thăng Focke Achgelis Fa 223 chiến lợi phẩm thu được của Đức quốc xã đã thực hiện chuyến bay đầu tiên xuyên qua Kênh Anh.
- 20 tháng 9 - Một chiếc Gloster Meteor thử nghiệm với động cơ Rolls-Royce Trent, lần đầu tiên thực hiện chuyến bay với động cơ tuabin phản lực cánh quạt.

### Tháng 10
- 1 tháng 10 - Hội nghị thường niên của Hiệp hội Vận tải Hàng không Quốc tê bắt đầu được mở ra, nhóm họp tại Montreal, Canada.
- 24 tháng 10 - Hãng hàng không American Export Airlines lần đầu tiên thực hiện các chuyến bay xuyên Đại Tây Dương bằng một chiếc Douglas C-54 Skymaster, giữa New York và Hurn, Anh.

### Tháng 11
- 7 tháng 11 – Gp Cpt H. J. Wilson lập một kỷ lục được công nhận chính thức về vận tốc, đạt 606 mph (976 km/h) trên một chiếc Gloster Meteor. Một kỷ lục vận tốc không chính thức của người Đức lập ra trên một chiếc Messerschmitt Me 163 với động cơ tên lửa trong suốt cuộc chiến đã vượt qua vận tốc 625 mph (1.000 km/h)

### Tháng 12
- 3 tháng 12 - Một chiếc Mk5 Sea Vampire trở thành chiếc máy bay phản lực đầu tiên cất cánh và hạ cánh trên một chiếc tàu sân bay, chiếc, HMS Ocean.

## Chuyến bay đầu tiên
- Thorp T-211

Tháng 1
- 26 tháng 1 - McDonnell XFD-1 Phantom, chiếc máy bay phản lực đầu tiên hoạt động trên một chiếc tàu sân bay của Hải quân Hoa Kỳ

Tháng 2
- 1 tháng 2 - Kawasaki Ki-100
- 7 tháng 2 - Consolidated-Vultee XP-81
- 21 tháng 2 - Hawker Sea Fury với mẫu thử nghiệm SR661
- 25 tháng 2 - Bell XP-83

Tháng 3
- 1 tháng 3 - Bachem Ba 349
- 3 tháng 3 - Mikoyan-Gurevich I-250 (N), máy bay động cơ phản lực đầu tiên của Liên Xô.
- 18 tháng 3 - Douglas XB2D-1, mẫu thử nghiệm của AD Skyraider

Tháng 4
- 19 tháng 4 - de Havilland Sea Hornet với mẫu thử nghiệm PX212
- 27 tháng 4 - Pilatus P-2

Tháng 5
- 17 tháng 5 - Lockheed Neptune Bu48237

Tháng 6
- 10 tháng 6 - Ilyushin Il-16
- 14 tháng 6 - Avro Tudor 1 G-AGPF
- 22 tháng 6 - Vickers Viking với mẫu thử nghiệm G-AGOK

Tháng 8
- 3 tháng 8 - Kyūshū J7W Shinden
- 7 tháng 8 - Nakajima Kikka, máy bay phản lực đầu tiên của Nhật Bản

Tháng 10
- 27 tháng 10 - Bristol Buckmaster
- 28 tháng 10 - LWD Szpak

Tháng 11
- 10 tháng 11 - Yakovlev Yak-11
- 15 tháng 11 - PZL S-1
- 20 tháng 11 - Saab 91 Safir

Tháng 12
- 2 tháng 12 - Bristol 170
- 8 tháng 12 - Bell 47 prototype NC1H
- 19 tháng 12- Grumman Guardian với mẫu thử nghiệm Bu90504
- 22 tháng 12 - Beechcraft Bonanza

## Bắt đầu hoạt động
Tháng 1
- Ilyushin Il-10 trong Không quân Xô viết

Tháng 8
- Avro Lincoln trong Phi đội số 57 RAF

Tháng 11
- Hawker Tempest II trong Phi đội số 54 RAF